# Minehead
Minehead är en stad och en civil parish i Somerset, England. Orten har 11 699 invånare (2001). Byn nämndes i Domedagsboken (Domesday Book) år 1086, och kallades då Maneheue/Maneheua.